# Enhetsdokument
Enhetsdokument var tidigare den blankett som användes för att göra en skriftlig tulldeklaration till Tullverket vid import eller export. Sedan 1 juli 2009 används ej längre denna blankett.